# Мамаду Туре Курума
Мамаду Туре Курума (нар. 26 квітня 1947) — військовий та політичний діяч, генерал-майор, голова Військового командування Республіки Гвінея-Бісау.

## Життєпис
До квітня 2012 року був заступником начальника генерального штабу збройних сил. 12 квітня того ж року очолив військовий переворот. Переворот відбувся за 2 тижні до призначеного на 29 квітня другого туру президентських виборів, в якому мали взяти участь глава урядової ПАІГК Карлуш Гоміш Жуніор (на той момент обіймав посаду прем'єр-міністра країни) (здобув 49% голосів у 1-му турі) й опозиціонер, лідер Партії соціального оновлення Мохамед Яла Ембалуа, який уже займав пост президента з 2000 до 2003 року, але був усунутий від влади військовиками. Яла заявляв про масові фальсифікації та свою відмову від участі у другому турі.
Обидва кандидати й президент країни спочатку були заарештовані. Члени Військового командування на чолі з Мамаду Туре Курумою заявляли, що однією з причин перевороту було те, що чинна цивільна адміністрація попрохала підтримки в Анголи у реформуванні збройних сил. Після міжнародного засудження та санкцій проти керівництва хунти (18 травня Рада безпеки ООН ухвалила резолюцію про заборону на виліт з країни всім членам Військового командування, в тому числі й Мамаду Туре) було підписано угоду, за якою Курума передав пост президента новому тимчасовому президенту Мануелю Серіфу Ньямаджу, який мав третю позицію у першому турі виборів.